# Морской пейзаж. Эстак
«Морской пейзаж. Эстак» (фр. Paysage à L'Estaque, marine) — картина французского художника Жоржа Брака, написанная в 1906 году. Картина находится в Музее Тиссен-Борнемиса в Мадриде (в коллекции Кармен Тиссен-Борнемиса).

## Описание
С небольшой возвышенности, обрамлённой деревьями, виднеется рыбацкий посёлок Эстак, расположенный недалеко от Марселя.
«Морской пейзаж. Эстак» — одно из немногочисленных чисто фовистских полотен Брака. Оно характеризуется произвольным использованием цвета, гармоничностью, охватывающую всю палитру красок, и обширными участками незакрашенного холста. Однако, в сравнении с картиной Анри Матисса «Радость жизни», — которая, возможно, послужила автору ориентиром, — здесь очевиден большой интерес к созданию ощущения глубины за счет последовательно отдаляющихся планов.
Брак переехал в Эстак по следам Поля Сезанна и именно под влиянием последнего, всего лишь годом позже, в его творчестве произошел поворот к кубизму.